# Instytut Xaviera
Instytut Xaviera – w fikcyjnym świecie Marvel Comics, Instytut profesora Xaviera dla Utalentowanej Młodzieży (ang. Xavier's Institute for Gifted Youngsters) zwany też Instytutem Xaviera jest miejscem treningów i centrum dowodzenia X-Menów, jak również szkołą dla nastoletnich mutantów.
Jest także kwaterą główną X-corporation. Mieści się pod adresem 1407 Graymalkin Lane, Salem Center (dzielnica miasta North Salem), położonego na samym krańcu północno-wschodniej części Westchester County, Nowy Jork. Motto szkoły brzmi „mutatis mutandis” – „zmieniając to, co powinno być zmienione”. Niedawno Wolverine ponownie otworzył szkołę pod tym samym adresem, zmieniając nazwę na Instytut Nauk Wyższych Jean Grey.

## Historia Instytutu
Budynek Instytutu został odziedziczony przez Charlesa Xaviera (Profesora X) i znajduje się w rodzinie Xaviera od wielu pokoleń.
W Instytucie profesora Xaviera dla Utalentowanej Młodzieży zostały wytrenowane dwie pierwsze grupy nastoletnich mutantów:
- Oryginalni X-Meni – Cyclops, Iceman, Bestia, Anioł, Jean Grey (Marvel Girl), Mimic, Havoc oraz Lorna Dane.
- Oryginalni New Mutants – Cannonball, Wolfsbane, Miraże, Karma, Sunspot, Cypher, Magma, Magic i Warlock wraz z Shadowcat, która była z nimi w klasie, ale należała do składu X-Men.

## Grono pedagogiczne[2]

### Przed „Messiah Complex”
- Shadowcat – uczy informatyki, ponadto jest pedagogiem szkolnym oraz łącznikiem z kadrą.
- Karma – uczy francuskiego, zajmuje się uczniami zbyt młodymi na treningi, nadzoruje bibliotekę.
- Nightcrawler – uczy muzyki, sztuki, wiedzy o społeczeństwie oraz aktorstwa.
- Bestia – uczy matematyki i nauk ścisłych, tworzy sylabus dla szkoły.
- Emma Frost – dyrektorka Instytutu, uczy angielskiego, podstaw przedsiębiorczości oraz etyki, mimo sprzeciwu Kitty Pryde. Jest także liderem nowych X-Menów, razem z m.in. Colossusem uczy ich pracować jako drużyna.
- Wolverine – uczy walki wręcz.
- Cyclops – dyrektor Instytutu, uczy dowodzenia drużyną oraz taktyki.
- Northstar – przed śmiercią (i późniejszym zmartwychwstaniu) uczył biznesu oraz praw konsumenta oraz prowadził zajęcia z latania dla uczniów z taką mocą. Był także mentorem Alpha Squandron.
- Iceman – uczy matematyki, finansów oraz księgowości (z racji, iż jest dyplomowanym księgowym).
- Gambit – uczy precyzji oraz celowania niektórych uczniów. Jest także mentorem Chevaliers.
- Wolfsbane – praktykantka na zajęciach z nauk ścisłych prowadzonych przez Bestię, mentorka Paragons.

### Po X-Men: Schizmie
Po wydarzeniach z X-Men: Schizmy, Wolverine i połowa X-Menów powrócili do Westchester, Nowy Jork i do Instytutu, zmieniając jednak nazwę szkoły na Instytut Nauk Wyższych Jean Grey.
- Wolverine – dyrektor
- Shadowcat – dyrektorka
- Beast – wicedyrektor
- Rogue – nauczycielka
- Iceman – nauczyciel
- Gambit – nauczyciel
- Rachel Grey – nauczycielka
- Cannonball – nauczyciel
- Chamber – nauczyciel
- Husk – nauczycielka
- Karma – nauczycielka
- Northstar – nauczyciel
- Lockheed – nauczyciel
- Frenzy – praktykantka
- Doop – praktykant
- Toad – woźny

## Wygląd szkoły
Na środku dziedzińca znajduje się Pomnik Phoenix, ku pamięci Jean Grey. Najważniejsze sale w budynku to Sala Walk oraz pokój z Cerebro. Pokoje dyrektorów (wcześniej zajmowane przez Cyclopsa i Emmę Frost) znajdują się na najwyższym piętrze. Ważnym punktem jest także boisko do koszykówki, gdzie często spotykają się młodzi mutanci, a pod którym znajduje się hangar na różne pojazdy latające, między innymi Blackbirda.